# Estadio José Jorge Contte
El Estadio José Jorge Contte es un estadio ubicado en Corrientes, Argentina, propiedad del Club de Regatas Corrientes, fue inaugurado en 1970.
Actualmente cuenta con capacidad para 2600 espectadores. Se encuentra dentro del predio que posee el club en la calle Parque Mitre sin número.